# Vladimir Barkaja
Vladimir Aleksandrovič Barkaja (in russo Владимир Александрович Баркая?; Gagra, 29 luglio 1937 – Tbilisi, 30 dicembre 2022) è stato un calciatore sovietico dal 1991 georgiano, di ruolo attaccante.

## Carriera

### Club
Ha giocato nella prima divisione sovietica, vestendo per tutta la carriera la maglia della Dinamo Tbilisi, con cui nel 1964 ha anche vinto il campionato.

### Nazionale
Nel 1965 ha segnato 2 reti in altrettante presenze con la maglia della nazionale sovietica.

## Statistiche

### Cronologia presenze e reti in nazionale
| Cronologia completa delle presenze e delle reti in nazionale ― Unione Sovietica | Cronologia completa delle presenze e delle reti in nazionale ― Unione Sovietica | Cronologia completa delle presenze e delle reti in nazionale ― Unione Sovietica | Cronologia completa delle presenze e delle reti in nazionale ― Unione Sovietica | Cronologia completa delle presenze e delle reti in nazionale ― Unione Sovietica | Cronologia completa delle presenze e delle reti in nazionale ― Unione Sovietica | Cronologia completa delle presenze e delle reti in nazionale ― Unione Sovietica | Cronologia completa delle presenze e delle reti in nazionale ― Unione Sovietica |
| Data                                                                            | Città                                                                           | In casa                                                                         | Risultato                                                                       | Ospiti                                                                          | Competizione                                                                    | Reti                                                                            | Note                                                                            |
| ------------------------------------------------------------------------------- | ------------------------------------------------------------------------------- | ------------------------------------------------------------------------------- | ------------------------------------------------------------------------------- | ------------------------------------------------------------------------------- | ------------------------------------------------------------------------------- | ------------------------------------------------------------------------------- | ------------------------------------------------------------------------------- |
| 27/06/1965                                                                      | Mosca                                                                           | Unione Sovietica                                                                | 6 – 0                                                                           | Danimarca                                                                       | Qual. Mondiali 1966                                                             | 2                                                                               |                                                                                 |
| 04/07/1965                                                                      | Mosca                                                                           | Unione Sovietica                                                                | 0 – 3                                                                           | Brasile                                                                         | Amichevole                                                                      | -                                                                               | 68’                                                                             |
| Totale                                                                          |                                                                                 | Presenze                                                                        | 2                                                                               |                                                                                 | Reti                                                                            | 2                                                                               |                                                                                 |

## Palmarès

### Club

#### Competizioni nazionali
- Campionato sovietico: 1

Dinamo Tbilisi: 1964